# Akatsuki (sonde spatiale)

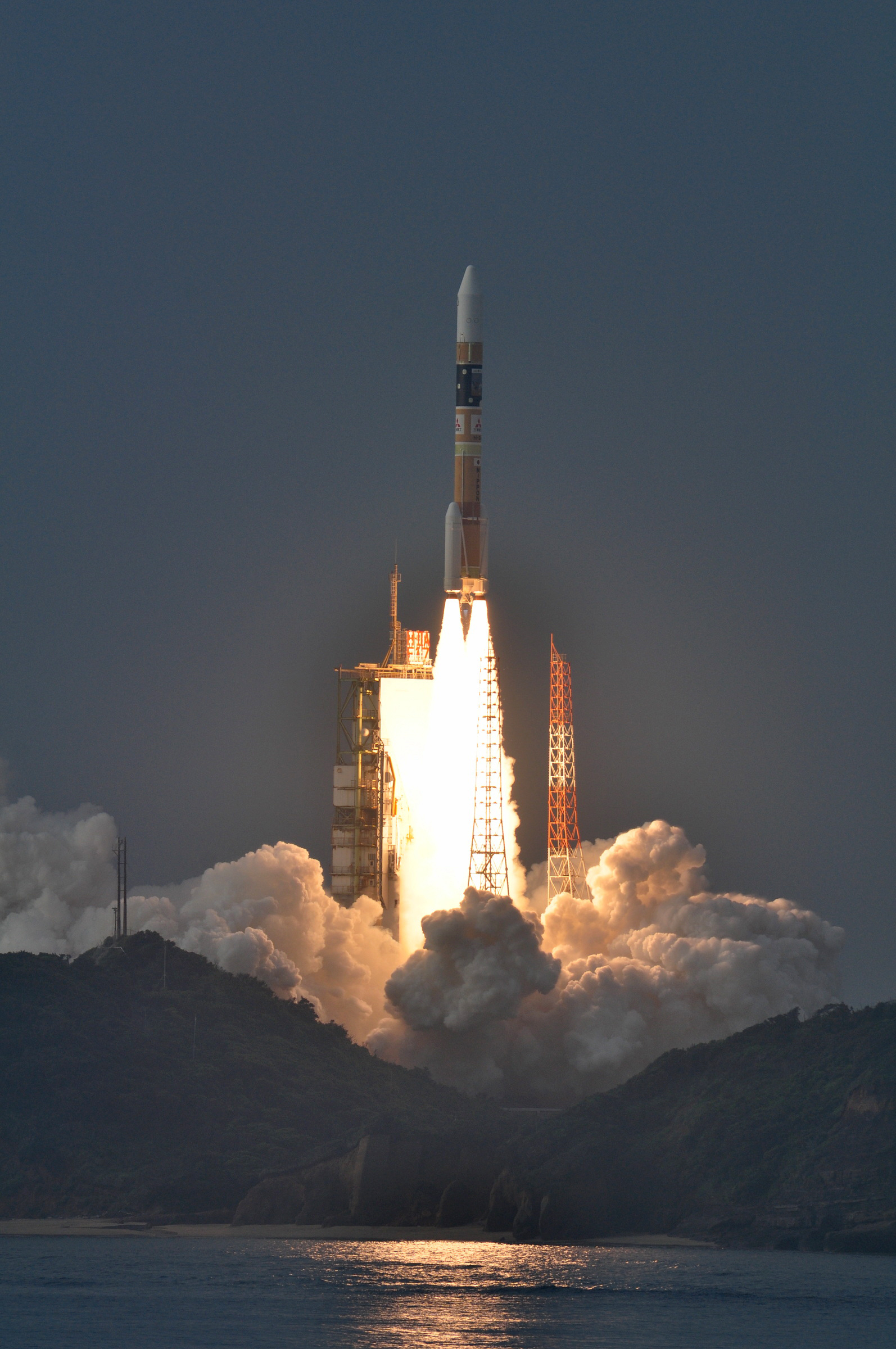
Décollage de la H-IIA emportant Akatsuki, le 20 mai 2010.

Pour les articles homonymes, voir Akatsuki.
Akatsuki (en japonais あかつき, 暁, « Aube »), aussi nommé Planet-C et Venus Climate Orbiter ( « Orbiteur [pour l'étude] du climat de Vénus » ) est une sonde spatiale de la JAXA, l'agence spatiale japonaise, de type orbiteur dont l'objectif est d'étudier le climat de la planète Vénus. Elle est lancée le 20 mai 2010 par une fusée H-IIA type 202 depuis la base de lancement de Tanegashima. Le 7 décembre 2010, sa manœuvre d'insertion en orbite autour de Vénus échoue à la suite d'une défaillance de sa propulsion. La sonde poursuit ensuite sa trajectoire sur une orbite héliocentrique. Bien que la sonde spatiale soit privée de sa propulsion principale, elle réussit  le 7 décembre 2015 à se placer en orbite autour de Vénus. L'orbite atteinte est toutefois beaucoup plus haute que celle visée, ce qui ne permettra pas à Akatsuki de remplir l'ensemble de ses objectifs scientifiques.

## Objectifs
La sonde doit se placer en orbite autour de Vénus et étudier la dynamique de l'atmosphère de la planète et la super-rotation de la haute atmosphère. L'objectif central est de comprendre l'évolution du climat de Vénus en étudiant l'ensemble des mouvements qui se produisent au sein de l'atmosphère vénusienne. Par ailleurs, la sonde doit mesurer les températures atmosphériques, rechercher les indices d'activité volcanique et détecter d'éventuels éclairs et coups de tonnerre.
Pour remplir sa mission, la sonde doit circuler sur une orbite très elliptique de 80 000 × 300 km avec une inclinaison de 172° et une période de révolution de 30 heures. Il est prévu que la mission dure au minimum deux ans : la durée de vie du satellite est conditionnée essentiellement par celle des batteries.

## Caractéristiques de la sonde
Akatsuki, qui pèse 500 kg avec le carburant embarqué (320 kg à sec), a une forme parallélépipédique (1,04 mètre × 1,45 mètre × 1,4 mètre). Deux panneaux solaires, qui fournissent en tout 500 watts au niveau de l'orbite de Vénus en fin de mission, sont disposés à l'extrémité d'axes situés de part et d'autre du corps de la sonde et peuvent être orientés avec un degré de liberté. La sonde est stabilisée 3 axes grâce à 6 roues de réaction et 12 petits moteurs-fusées (RCS) monoergol brûlant de l'hydrazine dont 8 ont une poussée de 23 newtons et 4 une poussée de 3 N. La sonde spatiale utilise une centrale à inertie, des accéléromètres et des senseurs stellaires et solaires pour contrôler son orientation. Pour les corrections de trajectoire et les manœuvres à l'arrivée près de Vénus, la sonde dispose d'un moteur-fusée OME (Orbital Maneuvering Engine) de 500 newtons de poussée consommant un mélange d'ergols hypergoliques d'hydrazine et de peroxyde d'azote. Les télécommunications se font en bande X (émetteur de 20 watts) et utilisent une antenne grand gain fixe de 1,6 mètre de diamètre, deux antennes moyen gain et deux antennes faible gain.
Les instruments embarqués, qui représentent une masse de 35 kg, comprennent 4 caméras infrarouge et une caméra fonctionnant dans l'ultraviolet. Grâce à un choix précis des longueurs d'onde auxquelles les senseurs sont sensibles, chaque caméra permet d'étudier une strate particulière de l'atmosphère :
- caméra infrarouge 1μm (IR1) destinée à étudier les nuages bas, la vapeur, et le volcanisme actif. L'instrument d'une masse de 6,7 kg (dont 3,9 kg d'électronique partagée avec IR2) dispose d'un capteur CCD de type Si-CSD/CCD avec une définition de 1 024 × 1 024 pixels et un champ optique de 12°. Les longueurs d'onde observées sont 1,01 μm (observations de nuit de la surface et des nuages), 0,97 μm (observation de nuit de la vapeur), 0,90 μm (observation de nuit de la surface et des nuages), 0,90 μm (observation de jour des nuages) ;
- caméra infrarouge 2μm (IR2) destinée à étudier les nuages bas, les traces de gaz et la lumière zodiacale. L'instrument d'une masse de 18 kg (dont 3,9 kg d'électronique partagée avec IR1 et un système de réfrigération) dispose d'un capteur CCD de type PtSi-CSD/CCD avec une résolution de 1 024 x 1 024 pixels et un champ optique de 12°. Les longueurs d'onde observées sont 1,75 μm (observations de nuit des nuages et distribution de la taille des particules), 2,26 μm (observation de nuit des nuages et distribution de la taille des particules), 2,32 μm (observation de nuit du mono-oxyde de carbone), 2,02 μm (observation de jour de la couche supérieure des nuages), 1,65 μm (observation de la lumière zodiacale) ;
- caméra infrarouge à grande longueur d'onde (LIR) destinée à étudier la distribution de la température au sommet des nuages. L'instrument d'une masse de 3,3 kg utilise un bolomètre non refroidi d'une résolution de 320 x 540 pixels pour observer la longueur d'onde 10 μm avec un champ optique de 12° ;
- l'imageur ultraviolet (UVI) doit fournir la répartition du dioxyde de soufre et d'autres composés détectables dans les longueurs d'onde de 283 et 365 nm. L'instrument d'une masse de 4,1 kg dispose d'un capteur CCD de type Si-CCD avec une résolution de 1 024 x 1 024 pixels et un champ optique de 12° ;
- l'instrument Lightning and Airglow Camera (LAC) doit permettre de détecter les lueurs visibles dans la basse atmosphère pour mettre en évidence les phénomènes de luminescence atmosphérique (lumière émise par l'oxygène dans les hautes couches de l'atmosphère) et confirmer l'existence de coups de foudre. L'équipement d'une masse de 2,3 kg effectue des observations dans les longueurs d'onde 777,4 nm (flashs et décharges lumineuses nocturnes), 480-650 nm (nuit : oxygène moléculaire), 557,7 nm (nuit : luminescence oxygène) et 545 nm (pour calibration) ;
- un équipement utilisé pour une expérience d'occultation radio - l'Ultra-stable Oscillator, USO - permettra d'obtenir la distribution verticale de la température et de la pression au-dessous de 90 km.

Le coût de développement d'Akatsuki est estimé à 25 milliards de yens, soit 230 millions d'euros.

## Déroulement de la mission

### L'échec de la première mise en orbite autour de Vénus (mai-décembre 2010)
Akatsuki est la 7e sonde spatiale japonaise. Elle est lancée le 20 mai 2010 par une fusée H-IIA depuis la Base de lancement de Tanegashima. Initialement, la sonde avait été conçue pour être lancée par une fusée M-V mais celle-ci a été retirée du service en 2006. Disposant d'une capacité supérieure au lanceur qu'elle remplace, la fusée H-IIA emporte également la voile solaire expérimentale IKAROS (315 kg) qui va suivre de manière pratiquement passive (la voile génère une poussée très faible) à peu près la même trajectoire vers Vénus. Elle embarque également quatre petits satellites développés par des universités japonaises (UNITEC-1, Waseda-sat2, KSAT et Negai) dans le cadre d'un programme de l'agence spatiale japonaise visant à promouvoir les activités spatiales. Une première manœuvre de correction de la trajectoire de la sonde (delta-v de 12 m/s) est effectuée avec le moteur-fusée OME le 28 juin 2010 suivie d'une seconde en novembre. Le 7 décembre 2010, la sonde utilise sa propulsion pour se placer en orbite autour de Vénus mais la manœuvre échoue. Les données transmises par la sonde indiquent que la pression dans le réservoir a commencé à chuter en dessous de sa valeur nominale dès que le moteur a été mis à feu. La poussée du moteur s'est progressivement réduite jusqu'à perturber l'orientation de la sonde au bout de 2 minutes et 23 secondes entraînant la coupure volontaire de la propulsion. La durée de la phase propulsive programmée était de 12 minutes. Les responsables de l'agence japonaise émettent l'hypothèse que le système qui maintient en pression les réservoirs, qui repose sur l'injection d'hélium stocké sous haute pression, n'a pas fonctionné. L'origine de l'anomalie est due sans doute au mauvais fonctionnement d'une vanne amenant l'oxydant. Du fait d'un mauvais ratio du mélange carburant/oxydant, la tuyère recouverte de céramique a subi des températures plus élevées que prévu durant la mise en marche du moteur et a sans doute été endommagée, .

### Tentative de sauvetage de la mission (décembre 2010-2015)
L'insertion en orbite autour de Vénus n'ayant pu s'effectuer, Akatsuki se trouve désormais placée sur une orbite héliocentrique (autour du Soleil). Sur cette trajectoire, la sonde devrait à nouveau survoler la planète Vénus en décembre 2015. Les responsables de la mission espèrent alors pouvoir effectuer une nouvelle tentative lors de l'un de ces passages. En septembre 2011, les ingénieurs japonais font fonctionner à plusieurs reprises quelques secondes la propulsion principale OME pour compléter leur diagnostic et évaluer si celle-ci pourra être utilisée en 2015. Le résultat est négatif : l'accélération obtenue est neuf fois inférieure à celle attendue et la poussée est de 40 newtons au lieu de 500 N. Les ingénieurs estiment probable que le moteur continue de se dégrader. La décision est prise de ne plus avoir recours au propulseur principal mais d'utiliser les petits moteurs-fusées (RCS) de 23 et 4 N de poussée permettant de contrôler l'orientation de la sonde. Comme ceux-ci, contrairement à l'OME, sont monoergols (ils ne brûlent que de l'hydrazine), pratiquement tout le peroxyde d'azote est vidangé en octobre, ce qui permet d'alléger la sonde et d'accroître l'efficacité de la propulsion (la diminution de la masse permet d'accélérer la sonde avec une quantité moindre de carburant). Trois manœuvres de correction de trajectoire sont effectuées en novembre 2011 en utilisant les moteurs RCS alors que la sonde se trouve au périhélie de son orbite autour du Soleil. L'objectif est de placer la sonde sur une trajectoire optimisée pour son prochain rendez-vous avec Vénus. Si la deuxième date est préférable sur le plan scientifique, car elle permet d'obtenir une orbite plus conforme aux attentes des scientifiques (plus proche de l'équateur), les risques liés à l'allongement de la durée de la mission (la fin de la mission était initialement prévue fin 2012) incitent l'équipe de la mission à préférer effectuer une tentative dès 2015. Jusque-là, la sonde est soumise à des conditions thermiques plus sévères que celles pour laquelle elle a été conçue avec des passages beaucoup plus proches du Soleil,. 

### Les objectifs révisés de la mission scientifique
La deuxième tentative d'insertion en orbite autour de Vénus de Akatsuki est planifiée le 7 décembre 2015. Faute de disposer de suffisamment d'ergols, la sonde spatiale ne pourra pas se placer sur l'orbite de 79 000 x 300 km (périodicité de 30 heures) prévue qui permettait de synchroniser les passages de la sonde spatiale avec les bourrasques de vent qui se lèvent périodiquement dans les couches supérieures de la planète. La nouvelle orbite culminera à environ 300 000  à   400 000 km et sera parcourue en 8 à 9 jours. Compte tenu de cette configuration, de nouveaux objectifs relativement proches des objectifs initiaux ont été définis :
- lorsque Akatsuki se trouve dans la zone de son orbite la plus éloignée de la planète (plus de dix fois le diamètre de Vénus), ses instruments doivent observer les caractéristiques suivantes de l'ensemble du globe : les nuages, les couches profondes de l'atmosphère et les conditions en surface ;
- lorsque la sonde spatiale se rapproche de Vénus et se trouve à moins de 10 diamètres de la planète, les instruments doivent effectuer des observations plus localisées pour étudier la convection nuageuse, la distribution des mouvements ondulatoires et les changements qui affectent ces derniers ;
- lorsque Akatsuki se trouve au plus près de Vénus, la sonde spatiale doit étudier la structure des couches nuageuses et l'atmosphère sous une incidence inclinée ;
- lorsque la sonde spatiale se trouve dans le cône d'ombre du Soleil, ses instruments doivent étudier les éclairs et la lumière du ciel nocturne ;
- Akatsuki doit également déterminer la structure en couches de l'atmosphère et ses modifications en émettant des ondes radio qui traverseront l'atmosphère de Vénus et seront reçues par les stations sur Terre.

### Insertion en orbite et déroulement de la mission scientifique (décembre 2015-)
Le 7 décembre 2015, Akatsuki parvient à se placer en orbite autour de Vénus. L'orbite de la sonde spatiale est de 444 000 x 400 km avec une période de 13 jours et 14 heures et une inclinaison de 3̟°. L'apogée de l'orbite doit être réduite à moins de 400 000 km et l'inclinaison relevée pour éviter des périodes d'éclipse solaire prolongées car la batterie permet une autonomie de seulement 90 minutes.
En mars 2024, il est prévu que la sonde continue de fonctionner jusqu'en 2028.

## Résultats scientifiques
En 2016, une équipe de l'université de Rikkyo a publié dans la revue Nature un article annonçant la détection d'onde de gravité dans l'atmosphère de Vénus. Ces structures nuageuses ont été identifiées à partir d'images prises par la sonde en décembre 2015.